# Bonnyville
Bonnyville è un comune (town) del Canada, situato in Alberta, nella divisione No. 12.